# Propstsprengel Gera-Weimar
Der Propstsprengel Gera-Weimar  war eine Untergliederung der Evangelischen Kirche in Mitteldeutschland (EKM). In den insgesamt fünf Propstsprengeln der EKM, auch Sprengel oder Propsteien genannt, waren mehrere Kirchenkreise zu einem gemeinsamen Aufsichtsbezirk zusammengefasst, dem ein Propst vorstand; es gab aber keine gemeinsame Verwaltung und auch keine Synode wie auf der Ebene der Kirchenkreise. 

## Gebiet
Das Gebiet des Propstsprengels umfasste das östliche und nordöstliche Thüringen und entsprach zum großen Teil dem Aufsichtsbezirk Ost der Evangelisch-Lutherischen Kirche in Thüringen vor deren Aufgehen in der EKM. 
Er bestand aus den folgenden Kirchenkreisen:
- Altenburger Land
- Apolda-Buttstädt
- Eisenberg
- Gera
- Greiz
- Jena
- Schleiz
- Weimar

## Geschichte
In der Evangelisch-Lutherischen Kirche in Thüringen wurden 1946 vier Aufsichtsbezirke gebildet, für die Oberkirchenräte aus dem Landeskirchenamt als Visitatoren beauftragt wurden. Es waren die Aufsichtsbezirke Ost (mit Sitz in Gera), Mitte (mit Sitz in Weimar), West (mit Sitz in Gotha) und Süd (mit Sitz in Meiningen). Der Aufsichtsbezirk Mitte wurde 1998 aufgelöst und sein Gebiet auf die drei anderen Aufsichtsbezirke aufgeteilt. Seitdem gehörten zum Aufsichtsbezirk Ost die Kirchenkreise Altenburger Land, Eisenberg, Gera, Greiz, Jena und Schleiz. Die Kirchenkreise Apolda-Buttstädt und Weimar gehörten bis 2008 zum Aufsichtsbezirk West.
Der Propstsprengel Gera-Weimar wurde provisorisch 2009 und endgültig zum 1. Januar 2012 gebildet. Er hatte seinen Sitz in Gera. Pröpstin (Regionalbischöfin) war zuletzt Friederike Spengler.
Zum 1. Januar 2022 wurde der Propstsprengel mit den Propstsprengeln Eisenach-Erfurt und Meiningen-Suhl zum Bischofssprengel Erfurt vereinigt. Pröpstin und Regionalbischöfin Spengler behielt ihr Amt. Sie teilt sich die Verantwortung mit Tobias Schüfer, dem Regionalbischof des ehemaligen Propstsprengels Meiningen-Suhl.

## Pröpste bzw. Visitatoren

### Visitatoren für den Aufsichtsbezirk Ost
- 1946–1949: Gerhard Säuberlich
- 1949–1952: Gerhard Bauer
- 1952–1957: Günter Herden
- 1958–1978: Walter Sieber
- 1978–1991: Christoph Thurm
- 1991–2002: Christian Köhler
- 2002–2008: Hans Mikosch

### Pröpste
- 2009–2012: Hans Mikosch
- 2013–2019: Diethard Kamm
- 2019–2021: Friederike Spengler